# Jeri Sopanen
Jeri Rainer Sopanen, född 14 augusti 1929 i Helsingfors, död 21 september 2008 i New York i USA, var en finländsk-amerikansk filmfotograf.
Jeri Sopanen utexaminerades från Helsingfors normallyceum 1948. Han studerade komposition vid Sibelius-Akademin och fick 1951 ett Fulbright-stipendium till Lawrence University i Wisconsin. Där blev han intresserad av film och började sina filmstudier vid University of California, Los Angeles.
Sopanen är känd bland annat som fotograf för Jacques Cousteaus värld under havsytan 1968, Louis Malles Min middag med André 1981 och Gardens of the World with Audrey Hepburn 1993.
Han var gift med Marja Sopanen och hade tre barn.